# Liège (huyện)
Huyện Liège (tiếng Pháp: Arrondissement de Liège; tiếng Hà Lan: Arrondissement Luik) là một trong four huyện hành chính ở tỉnh Liège, Bỉ.
Huyện này vừa là huyện hành chính và huyện tư pháp. Tuy nhiên, huyện tư pháp Liège cũng bao gồm các đô thị Berloz, Crisnée, Donceel, Faimes, Fexhe-le-Haut-Clocher, Geer, Oreye, Remicourt và Waremme ở huyện Waremme. Tuy nhiên, đô thị Comblain-au-Pont lại thuộc huyện hành chính Liège, không thuộc huyện tư pháp Liège mà thuộc huyện tư Pháp Huy.

## Các đô thị
Huyện hành chính Liège bao gồm các đô thị sau:
| - Ans - Awans - Aywaille - Beyne-Heusay - Bassenge - Blegny - Chaudfontaine - Comblain-au-Pont | - Dalhem - Esneux - Flémalle - Fléron - Grâce-Hollogne - Herstal - Juprelle - Liège | - Neupré - Oupeye - Saint-Nicolas - Seraing - Soumagne - Sprimont - Trooz - Visé |